# Vieux (Calvados)

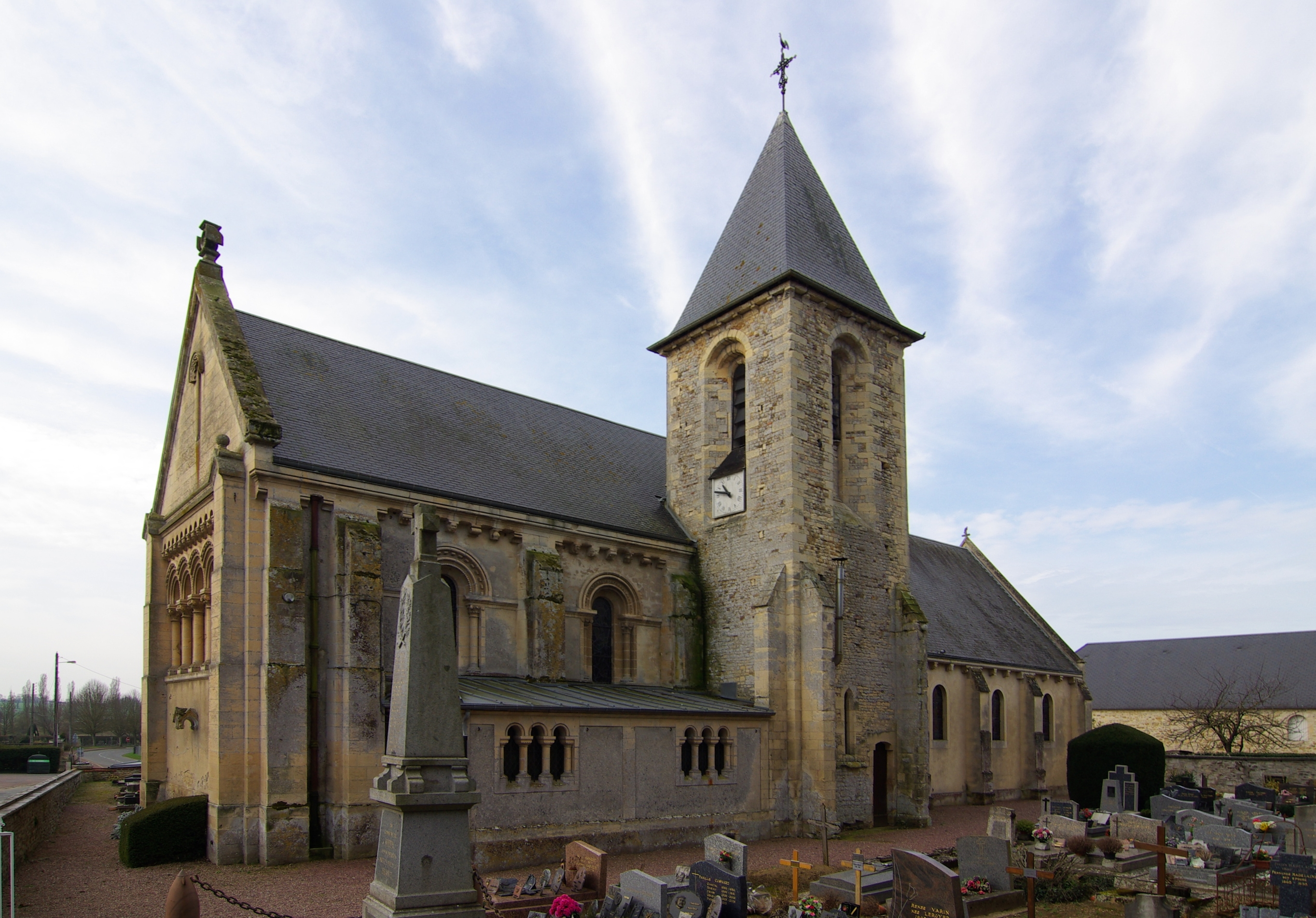
Kerk

Vieux is een gemeente in het Franse departement Calvados (regio Normandië) en telt 585 inwoners (1999). De plaats maakt deel uit van het arrondissement Caen.

## Geografie
De oppervlakte van Vieux bedraagt 5,5 km², de bevolkingsdichtheid is 106,4 inwoners per km².
De onderstaande kaart toont de ligging van Vieux (Calvados) met de belangrijkste infrastructuur en aangrenzende gemeenten.

## Demografie
Onderstaande figuur toont het verloop van het inwonertal (bron: INSEE-tellingen).
Vanwege een beveiligingsprobleem met de MediaWiki Graph-software is het momenteel niet mogelijk deze grafiek weer te geven. Zodra de software is bijgewerkt zal de grafiek vanzelf weer zichtbaar worden.
1. ↑  Populations de référence 2022.